# Grenelle I
Lire en ligne

sur Légifrance Version consolidée au 1er juillet 2010

La loi Grenelle I, ou loi n° 2009-967 du 3 août 2009 de programmation relative à la mise en œuvre du Grenelle de l'environnement est une loi française de programmation qui formalise les 268 engagements du Grenelle de l'environnement. 
Elle a été complétée en 2010 par la loi du 12 juillet 2010 portant engagement national pour l'environnement, ou loi Grenelle II, qui en décline les objectifs en dispositions plus précises.
Publiée le 3 août 2009, cette loi structurée en 57 articles regroupés en 6 titres tend à constituer un cadre d'action pour répondre à l'urgence écologique.

## Objectifs généraux de la loi Grenelle I
Cette loi est la traduction législative des travaux du Grenelle de l'environnement. 

En tant que loi de programmation, elle « décrit les objectifs que se fixe l'État dans un domaine (enseignement, dépenses militaires...) pour les années à venir, et les moyens financiers qu'il envisage d'y consacrer. Cependant, les crédits correspondants ne peuvent être ouverts que par une loi de finances. ».

## Mesures dans les domaines de l'eau, de la biodiversité et de l'agriculture
Doublement de la quantité de masses d'eau en bon état d'ici 2015 pour atteindre 2/3 du total.
Création des plans d'actions pour protéger les 500 captages les plus menacés.
Aménager ou effacer les obstacles les plus problématiques pour la migration des poissons.
Interdiction des phosphates dans les produits lessiviels d'ici 2013.

## Mesures dans le domaine du bâtiment et de l'urbanisme
Le secteur du bâtiment consomme plus de 40 % de l’énergie finale, et émet près du quart des émissions nationales de gaz à effet de serre. Il  représente le principal gisement d'économies d’énergie potentiel. Un plan de rénovation énergétique et thermique des constructions, réalisé à grande échelle, réduira durablement les dépenses énergétiques, améliorera le pouvoir d’achat des ménages et contribuera à la réduction des émissions de dioxyde de carbone. Cette amélioration implique le développement et la diffusion de nouvelles technologies dans la construction neuve et la mise en œuvre d’un programme de rénovation accélérée du parc existant :
- Renforcer la réglementation thermique applicable aux constructions neuves afin de réduire les consommations d’énergie et les émissions de gaz à effet de serre.
- Réduire les consommations d’énergie du parc des bâtiments existants d’au moins 38 % d’ici à 2020. À cette fin, l’État se fixe comme objectif la rénovation complète de 400 000 logements chaque année à compter de 2013.
- Inciter les acteurs de la formation professionnelle à engager un programme pluriannuel de qualification et de formation des professionnels du bâtiment à l’efficacité énergétique dans le but d’encourager l’activité de rénovation du bâtiment.
- Promouvoir le bois éco-matériau dans la construction et adapter les normes de construction au matériau bois.
- Améliorer la gestion des déchets du BTP en imposant les diagnostics préalables aux chantiers de démolition et les plans de gestion départementaux
- Améliorer la qualité de l’air intérieur des bâtiments, notamment dans les établissements recevant un public nombreux ou vulnérable.

Un  Plan Bâtiment Grenelle a été préparé, par un Comité stratégique présidé par Philippe Pelletier par des groupes de travail missionnés sur des chantiers tels que « l’éco-prêt à taux zéro », « le parc tertiaire privé », « les copropriétés », et « les collectivités territoriales », « bâtiments publics de l’Etat », « formation des entreprises, des architectes et des maîtres d'œuvre », « précarité énergétique », « réglementation thermique 2012 »  « labels et certifications ». 

Le groupe  « collectivités territoriales », en raison de son importance stratégique a fait l'objet d'un chantier particulier et d'un rapport spécial, qui souligne notamment les « risques d’une démarche de performance du bâtiment exclusivement tournée sur l’énergie », alors qu'il faut aussi prendre en compte le bâtiment dans les PCET et Agendas 21 locaux, les écoquartier, en intégrant le Facteur 4 et du développement durable dans la réhabilitation, avec une approche globale des travaux d’économie d’énergie et de gestion optimisée des consommations. Les auteurs suggèrent aussi d'adapter les outils financiers (aides nationales et territoriales, dotations d’investissement, éco-conditionnalité des aides, en s'ouvrant mieux à la BEI, en instituant un fonds affecté aux performances énergétiques des bâtiments des collectivités, des prêts bonifiés nationaux et un PTZ (éco-prêt à taux zéro) pour les collectivités de moins de 2 000 habitants, et en incitant les opérateurs à intervenir sur le patrimoine des petites communes en bonifiant la quantité de certificats d'économies d'énergie (CEE) accordée pour les actions d’économie d’énergie. Les auteurs demandent aussi une adaptation des outils juridiques pour inclure dans le contrat de tiers investissement une clause obligatoire de performance énergétique minimale obtenue au terme des travaux, développer le contrat de performance énergétique dans les petites communes, et en faisant évoluer le code des marchés publics (faciliter les critères environnementaux dans la commande publique et imposer le critère relatif à la prise en compte des exigences de protection de l’environnement, ainsi que des critères liés à la performance énergétique (pour diminuer les « coûts de fonctionnement ») dans les travaux de rénovation.) Les auteurs proposent d'améliorer la gouvernance dans le secteur du bâtiment, y compris en sensibilisant les acteurs, dont élus et grand public.
Concernant l'urbanisme (traité dans le titre 1), la loi Grenelle 1 confirme la Loi Solidarité et Renouvellement Urbains (SRU) du 13 décembre 2000 concernant l'utilisation économe de l'espace, la gestion équilibrée entre les espaces naturels, urbains, périurbains et ruraux qui étaient intégrés dans l'article L.121-1 du code de l'urbanisme. Elle introduit des priorités nouvelles de lutte contre le réchauffement climatique, visant le facteur 4 (diviser par 4 les émissions de Gaz à Effet de Serre (GES) de 1990 à 2050, soit une réduction de 3 % par an). Ceci passe par une forte baisse de la consommation énergétique des bâtiments et une forte réduction des émissions de GES des transports et chauffages, qui nécessitent une planification territoriale cohérente.

## Mesures dans le domaine des déchets
La loi se fixe 3 objectifs dans le domaine des déchets :
- Réduire à la source la production de déchets en responsabilisant fortement les producteurs, de la conception du produit à sa fin de vie. Partant de 430 kilogrammes par habitant et par an, l’objectif est de réduire la production d’ordures ménagères et assimilées de 7 % par habitant pendant les cinq prochaines années.
- Augmenter le recyclage afin d’orienter un taux de 35 % en 2012 et 45 % en 2015 de déchets ménagers et assimilés.
- Diminuer de 15 % d’ici à 2012 la quantité de déchets partant en incinération, en enfouissement et en stockage.

## Mesures dans le domaine de l'énergie (hors bâtiment et transports)
La loi Grenelle I prévoit l’objectif pour la France de devenir l’économie la plus efficiente en équivalent carbone de la Communauté européenne d’ici à 2020.

## Mesures dans le domaine des transports
Mise en place de la taxe nationale sur les véhicules de transport de marchandise (écotaxe poids lourds)

## Chronologie succincte
- mai 2007 - octobre 2007 : travaux du Grenelle de l'environnement
- 23 novembre 2007 : publication d'une liste de 238 engagements numérotés par le Ministère de l'écologie, de l'Énergie, du Développement durable et de la Mer
- décembre 2007 : création des 33 COmités OPérationnels (COMOP)
- 7 février 2008 : date butoir pour le rendu des premières propositions des COMOP
- 15 mars 2008 : Livraison par les COMOP d'un ensemble de propositions pour alimenter le projet de loi de programmation
- 11 juin 2008 : adoption en Conseil des Ministres du projet de loi Grenelle 1
- 24 septembre 2008 : présentation du projet de loi en commission des affaires économiques de l'Assemblée Nationale
- 7 octobre 2008 : début des débats à l'Assemblée Nationale et adoption le 21 octobre, par 526 voix sur 530 (551 votants)[4]
- janvier 2009 : début de l'examen au Sénat
- 11 février 2009 : adoption au Sénat en première lecture
- juin 2009 : adoption en deuxième lecture à l'Assemblée Nationale
- 23 juillet 2009 : adoption définitive en 2e lecture au Sénat
- Publication au Journal Officiel le 5 août 2009[5]

### Histoire juridique
- Travaux préparatoires : loi n° 2009-967.
- Assemblée nationale : Projet de loi n° 955 ; Rapport de M. Christian Jacob, au nom de la commission des affaires économiques, n° 1133 ; Avis de M. Eric Diard, au nom de la commission des lois, n° 1125 ; Discussion les 8, 9, 13 à 17 octobre 2008 puis adoption le 21 octobre 2008 (TA n° 200).
- Sénat : Projet de loi, adopté par l'Assemblée nationale, n° 42 (2008-2009) ; Rapport de M. Bruno Sido, au nom de la commission des affaires économiques, n° 165 (2008-2009) ; Discussion les 27 à 30 janvier, 3 à 6 et 10 février 2009 puis adoption le 10 février 2009 (TA n° 49).
- Assemblée nationale : Projet de loi, modifié par le Sénat, n° 1442 ; Rapport de M. Christian Jacob, au nom de la commission des affaires économiques, n° 1692 ; Discussion les 10, 11 et 15 juin 2009 et adoption le 17 juin 2009 (TA n° 301).
- Sénat : Projet de loi, adopté avec modifications par l'Assemblée nationale, n° 472 (2008-2009) ; Rapport de M. Bruno Sido, au nom de la commission des affaires économiques, n° 488 (2008-2009) ; Texte de la commission n° 489 (2008-2009) ; Discussion le 1er juillet 2009 puis adoption le 1er juillet 2009 (TA n° 104).
- Assemblée nationale : Projet de loi, modifié par le Sénat en deuxième lecture, n° 1795 ; Rapport de M. Christian Jacob, au nom de la commission mixte paritaire, n° 1864 ; Discussion et adoption le 23 juillet 2009 (TA n° 325).
- Sénat : Rapport de M. Bruno Sido, rapporteur, au nom de la commission mixte paritaire, n° 581 (2008-2009) ; Discussion et adoption finale le 23 juillet 2009 (TA n° 128).